# Bruine glazenmaker
De bruine glazenmaker (Aeshna grandis) is een echte libel (Anisoptera) uit de familie van de glazenmakers. Zowel het wijfje als het mannetje zijn overwegend bruingekleurd, zelfs de vleugels zijn bruin getint; het mannetje heeft daarnaast ook blauwe tekening. De spanwijdte ligt tussen de 95 en 105 millimeter, de lichaamslengte ligt tussen 70 en 77 millimeter.
De wetenschappelijke naam van de soort werd als Libellula grandis in 1758 gepubliceerd door Carl Linnaeus.
De soort is in Nederland en België vrij algemeen. De habitat van de bruine glazenmaker is stilstaand zoet water, meestal in een beboste omgeving. De kern van de vliegperiode ligt in juli en augustus. Het is een mobiele soort die grote afstanden kan afleggen.

## Kenmerken
Aeshna grandis is een forse glazenmaker, die door de gekleurde vleugels extra groot overkomt. Het lichaam is grotendeels bruin, maar de zijkant van het borststuk heeft twee gele banden. De vleugels zijn oranjebruin, duidelijk donkerder dan de berookte vleugels van sommige andere glazenmakers. De pterostigma’s zijn bruin. Het mannetje heeft blauwe vlekjes op de zijkant van het achterlijf, op de bovenzijde van segment 2 en op de bovenkant van de ogen. De overige achterlijfssegmenten hebben zeer kleine gele vlekjes aan de bovenzijde. Het vrouwtje heeft gele vlekjes op de zijkant van het achterlijf en zeer kleine gele vlekjes op de bovenzijde van het achterlijf.
De lichaamslengte van volwassen dieren ligt tussen 70 en 77 mm. De larve is vrij groot en breed (lengte 41-46 mm.) met een kort vangmasker (prementum), een korte cercus en een zijdoorn op segment 6. Onder vergroting is te zien dat de soort een gebogen achterrand heeft van de ogen en karakteristieke lichte vlekken op het 'achterhoofd' (occiput). De larvenhuidjes hebben vaak een bonte rugtekening en een lichte band over de epiproct (aanhangsel). De larvenhuidjes zijn te vinden in de oevervegetatie tot circa een halve meter hoogte.

## Vliegtijd
De bruine glazenmaker vliegt van begin juni tot in oktober, met een vliegpiek in augustus. Ze zijn een groot deel van de dag actief, soms ook ’s ochtends vroeg en ‘s avonds laat.

## Gedrag en voortplanting
De levenscyclus duurt een of twee jaar. De eerste winter wordt als ei doorgebracht. De larve is relatief traag en leeft tussen waterplanten of op de bodem tussen dood organisch materiaal. Het uitsluipen gebeurt van begin juni tot in september, met een piek in juli en augustus.
Volwassen exemplaren vliegen in een rustig tempo hoog door de lucht, meestal op beschutte plaatsen (bv. halfopen bos). Hier jagen ze op allerlei insecten, waaronder relatief vaak grote insecten. Vlinders en andere libellen worden bijvoorbeeld regelmatig door bruine glazenmakers gevangen. De mannetjes maken patrouillevluchten boven het open water, waarbij ze de komst van vrouwtjes afwachten en andere mannetjes verjagen. Na de paring zet het vrouwtje solitair haar eitjes af in dode of levende planten. Ook vermolmd hout en ander zacht materiaal langs de waterkant wordt gebruikt.

## Habitat
De bruine glazenmaker komt voor bij allerlei stilstaande wateren, meestal in een bosrijke omgeving. Sporadisch ook bij langzaam stromend water. De voorkeur lijkt uit te gaan naar rijk begroeide wateren, zoals laagveensloten en plassen, dode rivierarmen, vennen, venen en vijvers. De voortplantingsbiotoop varieert sterk in grootte, diepte, voedselrijkdom, begroeiing en zuurgraad. Ook de directe omgeving van het water lijkt belangrijk bij de biotoopkeuze: niet te dichte bebossing en een gevarieerd landschap blijken aantrekkelijk.

## Verspreidingsgebied
Het verspreidingsgebied van de bruine glazenmaker loopt oostelijk tot aan het Baikalmeer; in Afrika komt de soort niet voor. In Europa is het verspreidingsgebied beperkt tot Centraal- en Noord-Europa. De soort ontbreekt in Zuidwest-Frankrijk en het Iberisch Schiereiland (uitgezonderd de Pyreneeën), in grote delen van Italië en in Zuidoost-Europa. De bruine glazenmaker komt wel voor in Groot-Brittannië en Ierland. In een groot deel van Nederland en België is de soort algemeen, maar hij wordt weinig waargenomen in Zeeland, de noordelijke helft van Noord-Holland, de kleigebieden van Friesland en Groningen en in Zuid-Limburg.

## Verwante en gelijkende soorten
Een grote bruine libel met bruingekleurde vleugels is altijd een bruine glazenmaker. Andere soorten hebben hooguit een veel lichtere en minder opvallende bruine tint in de vleugels. Verwarring is  hooguit mogelijk met de vroege glazenmaker. Deze heeft een oranjebruin achterlijf, dat donkerder kan worden bij ouderdom. Het achterlijf gaat dan wat op dat van bruine glazenmaker lijken, maar de vleugels blijven helder. Verder hebben vroege glazenmakers opvallend groene ogen.
Verwarring in het larvestadium kan optreden met andere glazenmakers die de combinatie vertonen van een kort prementum en korte cerci. Dit zijn de venglazenmaker en de groene glazenmaker. Ook de in Nederland niet voorkomende getande glazenmaker valt hieronder. De larve van de bruine glazenmaker is onderscheidend door de bonte rugtekening en de lichte band over de epiproct (aanhangsel aan het laatste segment).

## Bedreigingen en bescherming
De soort staat op de Rode Lijst van de IUCN als niet bedreigd, beoordelingsjaar 2007. Op de Nederlandse Rode lijst (libellen) van 2004 en 2015 komt de bruine glazenmaker niet voor. Op de Belgische Rode Lijst (1998) geldt hij als niet bedreigd.